# Stenalia bisecta
Stenalia bisecta là một loài bọ cánh cứng trong họ Mordellidae. Loài này được Baudi de Selve miêu tả khoa học năm 1883.